# Zofia Krygowska
Zofia Krygowska, wł. Anna Zofia Krygowska de domo Czarkowska (ur. 19 września 1904 we Lwowie, zm. 16 maja 1988 w Krakowie) – polska dydaktyk matematyki, profesor nauk matematycznych w zakresie dydaktyki matematyki, przez większość kariery zawodowej związana z Wyższą Szkołą Pedagogiczną (po przekształceniach: Uniwersytet Pedagogiczny w Krakowie).
Jej przełomowy referat wygłoszony w 1965 roku w Instytucie Matematyki Wyższej Szkoły Pedagogicznej w Krakowie (później przetłumaczony na inne języki i rozpowszechniony) uznaje się za początek krakowskiej szkoły dydaktyki matematyki, a ją samą jako jedną z twórczyń nowoczesnej dydaktyki matematyki rozumianej jako dyscyplina naukowa. Hans Freudenthal na temat Krygowskiej napisał:

Wśród wielu osób prowadzących badania w zakresie dydaktyki matematyki tylko nieliczne reprezentują odpowiedni poziom pod względem matematycznym i pedagogicznym. Pani Krygowska jest jedną z nich, a przy tym, być może, najważniejszą i najbardziej aktywną, zaś w każdym razie jako jedyna wśród nich naprawdę stworzyła szkołę o wybitnych osiągnięciach. Krakowska szkoła badań dydaktycznych jest w dydaktyce matematyki pojęciem uznanym na skalę międzynarodową.

## Życiorys
Była córką Bolesława Czarkowskiego i Marii Tekli Srokowskiej. W latach 1923–1927 studiowała matematykę na Uniwersytecie Jagiellońskim, a także przez pewien okres na Uniwersytecie Warszawskim. Po studiach pracowała w krakowskich szkołach jako nauczycielka matematyki, a w czasie okupacji niemieckiej brała udział w tajnym nauczaniu jako łączniczka Delegatury Komisji Oświecenia Publicznego.
27 lipca 1937 r. poślubiła Władysława Krygowskiego, prawnika i wybitnego działacza turystycznego.
Po wyzwoleniu została pracownikiem, a w latach 1948–1951 kierownikiem Ośrodka Metodycznego Matematyki w Krakowie.
W roku 1950 uzyskała stopień doktora na Uniwersytecie Jagiellońskim (promotorem był Tadeusz Ważewski) i podjęła pracę w Wyższej Szkole Pedagogicznej w Krakowie. W roku 1958 powstała tu pierwsza w Polsce Katedra Metodyki Nauczania Matematyki (później Katedra Dydaktyki Matematyki), którą kierowała do przejścia na emeryturę. Od 1963 roku zatrudniona jako profesor nadzwyczajny, od 1974 roku – jako profesor zwyczajny.
W latach 1963–1972 była członkiem Rady Głównej Szkolnictwa Wyższego.
Była jednym z twórców nowej koncepcji nauczania matematyki w szkole średniej, autorem nowatorskich podręczników szkolnych, uczestnikiem międzynarodowych działań zdążających do tego, aby dydaktyka matematyki stała się naukową dyscypliną związaną z matematyką, a nie częścią nauk pedagogicznych. Szczególnie aktywnie pracowała w Międzynarodowej Komisji do Badania i Ulepszania Nauczania Matematyki (CIEAEM), której była prezesem, a potem prezesem honorowym.
Otrzymała wiele odznaczeń i wyróżnień, m.in. Krzyż Oficerski OOP (1967), Sztandar Pracy I klasy (1984), Medal KEN, uhonorowana doktoratem honorowym WSP w Krakowie (1977). Walne Zgromadzenie Polskiego Towarzystwa Matematycznego nadało Annie Zofii Krygowskiej godność członka honorowego 4 czerwca 1977.
Była miłośnikiem literatury pięknej, muzyki poważnej i Tatr; w młodości uprawiała taternictwo.
Pochowana 21 maja 1988 r. w Krakowie na cmentarzu Rakowickim (kwatera LXIII-1-19).

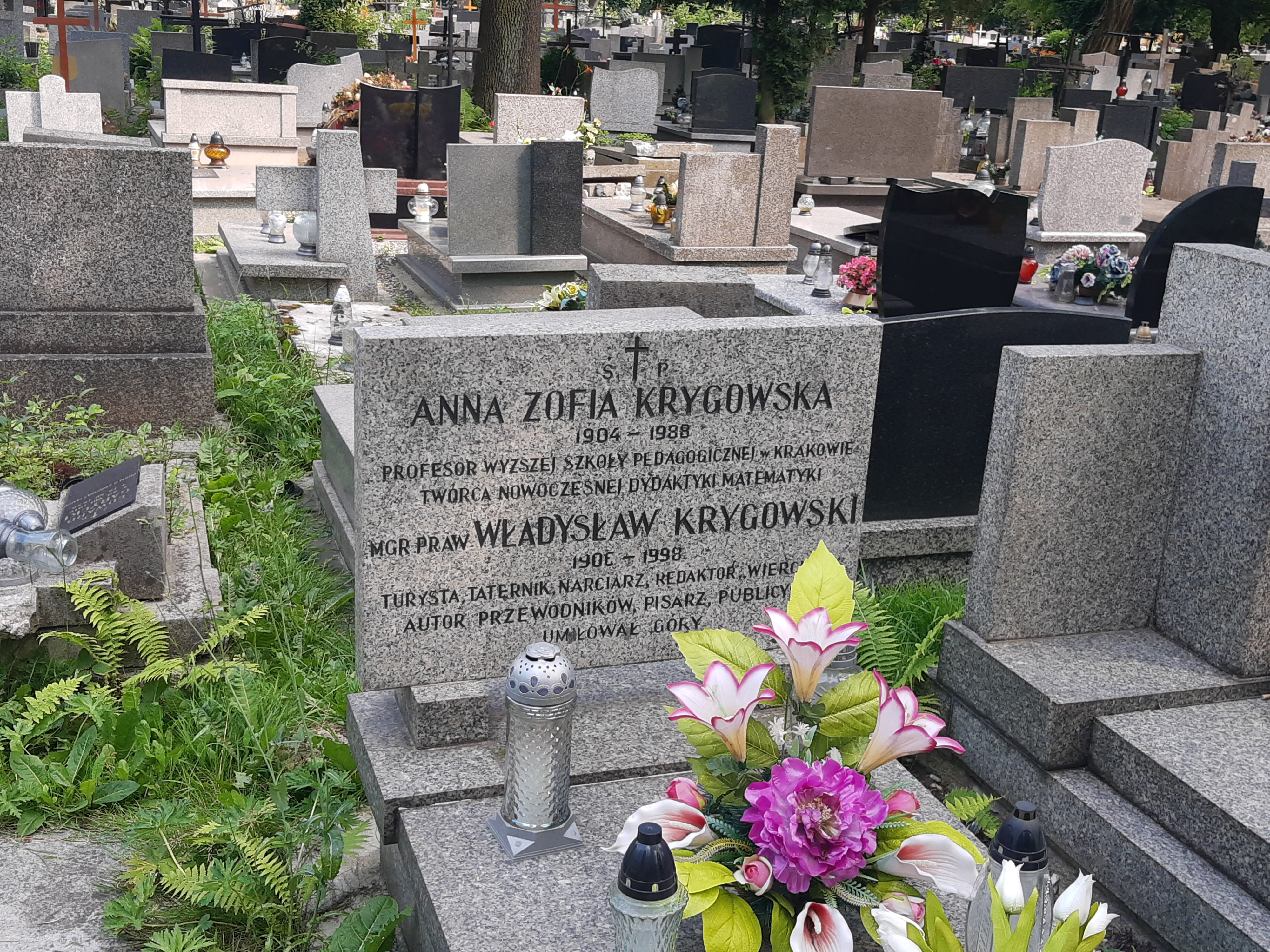
Grób Władysława i Anny Krygowskich na cmentarzu Rakowickim

## Publikacje
W dorobku publikacyjnym Z. Krygowskiej znajdują się m.in.:
- Nauczanie geometrii w klasach licealnych szkoły ogólnokształcącej (z S. Kulczyckim i S. Straszewiczem), 1954
- Elementy logiki matematycznej (z S. Gołąbem i J. Leśniakiem), 1955
- Konstrukcje geometryczne na płaszczyźnie, 1958
- Geometria. Podstawowe własności płaszczyzny, 1965, 1967
- Zarys dydaktyki matematyki cz. 1, 2, 3, 1969–79
- Geometria – podręczniki dla liceum ogólnokształcącego i technikum (z J. Maroszkową, G. Trelińskim), 1968...

## Odznaczenia
- Krzyż Oficerski Orderu Odrodzenia Polski
- Order Sztandaru Pracy I Klasy
- Złoty Krzyż Zasługi
- Medal Komisji Edukacji Narodowej (1967)[12]
- Medal X-lecia PRL
- Medal XXX-lecia PRL
- Medal XL-lecia PRL
- Złota Odznaka za Zasługi dla Ziemi Krakowskiej[13]